# Ulrike Tašić
Ulrike Tašić [ˈʊlʁɪkə ˈtaʃɪtʃ] (* 9. November 1959 in Düsseldorf) ist eine deutsche Rechtsanwältin und Schauspielerin. Bekannt wurde sie durch die Gerichtsshow Richterin Barbara Salesch auf Sat.1.

## Leben
Tašić absolvierte von 1978 bis 1986 ein rechtswissenschaftliches Studium in Berlin und Köln sowie in der Schweiz und in Südafrika, welches sie mit dem ersten juristischen Staatsexamen abschloss. Bis 1989 leistete Ulrike Tašić ihren Referendardienst am Oberlandesgericht Köln. Zwischendurch arbeitete sie sechs Monate für die Lufthansa in New York. Anschließend bestand sie ihr Zweites Juristisches Staatsexamen. Im Jahr 1990 wurde sie angestellte Rechtsanwältin und eröffnete zwei Jahre später eine eigene Anwaltskanzlei.
Von 2000 bis 2012 spielte sie eine Rechtsanwältin in der Gerichtsshow Richterin Salesch. Trotz ihrer Arbeit als Schauspielerin ist Tašić auch weiterhin als Rechtsanwältin tätig. Bekannte reale Fälle sind unter anderem die Vertretung des Verursachers des Tanklastunfalls auf der Wiehltalbrücke bei Gummersbach im Jahr 2004, bei dem ein Schaden von 30 Mio. € entstand.
Von 2013 bis 2015 war sie in der Sat.1-Sendung Anwälte im Einsatz zu sehen.
Seit 2022 wirkt sie in Barbara Salesch – Das Strafgericht bei RTL erneut als Rechtsanwältin mit.